# Orgels van de Grote of Martinikerk in Doesburg
In de Grote of Martinikerk in Doesburg bevinden zich drie pijporgels.
Het hoofdorgel is een Walcker-orgel uit 1916. Daarnaast zijn er nog een koororgel van Flentrop uit 1953 en een kabinetorgel, omstreeks 1805 gebouwd door Freytag.
De huidige cantor-organist van de Martinikerk is Wilbert Berendsen.

## Van Gelder-orgel
Tot april 1945 was er in de Martinikerk een Van Gelder-orgel uit 1828 aanwezig. Dit werd samen met een groot deel van de kerk tijdens de Tweede Wereldoorlog door de Duitsers verwoest.

## Walcker-orgel

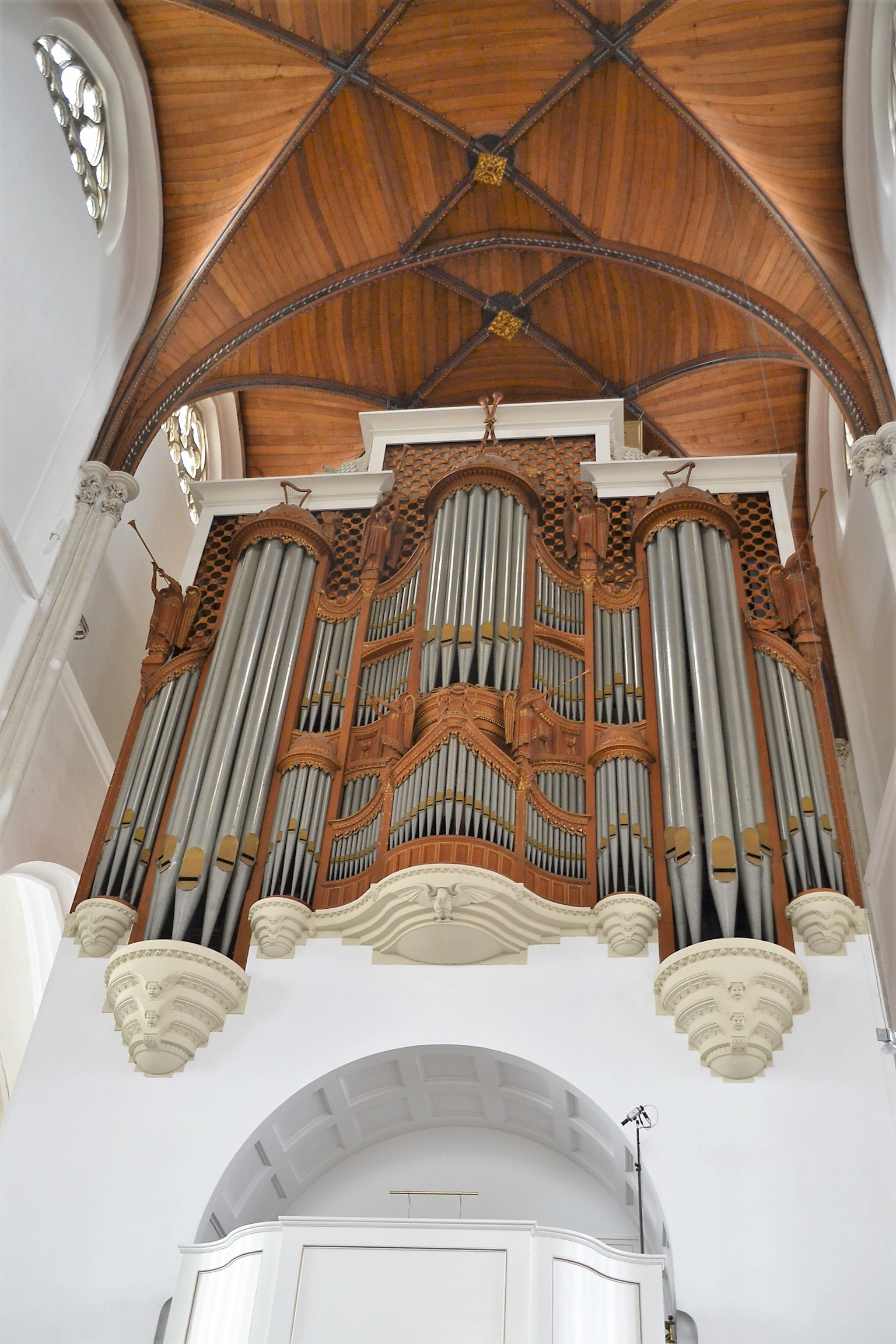
Het Walcker-orgel

Het Walcker-orgel werd gebouwd in 1916 door "Hoforgelbaumeister E.F. Walcker & Co." uit het Duitse Ludwigsburg voor de gereformeerde Nieuwe Zuiderkerk van architect Tjeerd Kuipers in Rotterdam. (Walckers opus 1855) De opdracht was om een groot eersteklas orgel in de kerk te plaatsen. Het werd een vier-klaviers elektropneumatisch orgel met vrij pedaal, wat voor die tijd zeer modern was. Het vierde klavier was een zogenaamd "Fernwerk", of Echo-werk, waarvan de pijpen niet in de orgelkast, maar boven het gewelf van de kerk werden geplaatst. Het geluid van deze pijpen kwam via een 21-meter lange schacht op een andere plaats de kerkruimte in. Het orgel kreeg 75 registers en 5415 pijpen.
Het is een orgel met een Duits-romantische klankkleur maar ook zijn er, naar aanleiding van de Elzasser Orgelreform, barokelementen in terug te vinden. De dispositie van het orgel werd mede opgesteld door de schenker dhr. Hendrik Bos en organist Jan Hermanus Besselaar. Ook de aankleding mocht er wezen. Het orgel kreeg een jugendstil-front en Besselaar beschreef in een brochure bij de ingebruikname een elektrische lift naar het orgel, twee orgelkamers met fraaie meubilering, rijke verlichting en elektrische en centrale verwarming.
In 1968 werd de Nieuwe Zuiderkerk afgebroken en op initiatief van dhr. A.M. de Boom werd het orgel aangekocht door de Hervormde gemeente in Doesburg, waar op dat moment de herbouw van de Grote of Martinikerk in volle gang was. Speciaal voor het grote orgel werd een nieuwe dragende constructie gebouwd. Het Fernwerk kon niet boven het gewelf worden aangebracht, maar werd boven het orgel, buiten de orgelkast geplaatst. Op 31 augustus 1972 werd het orgel opnieuw in gebruik genomen. Het is het grootste elektropneumatische orgel in Nederland.
Hier volgt de dispositie:
| I Hoofdwerk (C-c4)    |     |
| Prinzipal             | 16' |
| Gross Prinzipal       | 8'  |
| Bourdon               | 8'  |
| Viola di Gamba        | 8'  |
| Jubalflöte            | 8'  |
| Gemshoorn             | 8'  |
| Dulciana              | 8'  |
| Praestant             | 4'  |
| Rohrflöte             | 4'  |
| Octave                | 2'  |
| Cornet Silb. 3-5 fach |     |
| Mixtur Silb 5 fach    |     |
| Trompete              | 8'  |

| II Positief (C-c4) in zwelkast |        |
| Bourdon                        | 16'    |
| Flötenprinzipal                | 8'     |
| Synthematophon                 | 8'     |
| Doppelgedeckt                  | 8'     |
| Flûte harmonique               | 8'     |
| Salicional                     | 8'     |
| Cello                          | 8'     |
| Harmonika                      | 8'     |
| Prinzipal                      | 4'     |
| Orchesterflöte                 | 4'     |
| Piccolo                        | 2'     |
| Cornettino 3-4 fach            |        |
| Nazard                         | 2 2/3' |
| Gross Mixtur Silb. 5-7f        |        |
| Basson                         | 16'    |
| Tromp.harm.                    | 8'     |
| Orchester Oboe                 | 8'     |
| Clairon harm.                  | 4'     |
| Tremulant                      |        |

| III Schwellwerk (C-c4) in zwelkast, windlade |               |
| Lieblich Gedeckt                             | 16'           |
| Geigen Prinzipal                             | 8'            |
| Lieblich Gedeckt                             | 8'            |
| Konzertflöte                                 | 8'            |
| Quintatön                                    | 8'            |
| Viola d'amour                                | 8'            |
| Aeoline                                      | 8'            |
| Voix Céleste                                 | 8'            |
| Liebes Geige                                 | 4'            |
| Flauto dolce                                 | 4'            |
| Flautino                                     | 2'            |
| Sesquialtera                                 | 2 2/8' 1 3/5' |
| Cymbel Silb. 3-4 fach                        |               |
| Clarinette                                   | 8'            |
| Tremulant                                    |               |

| IV Echowerk (C-c4) kroonwerk,zwelkast |     |
| Quintatön                             | 16' |
| Nachthorn                             | 8'  |
| Echo Bourdon                          | 8'  |
| Echo Gamba                            | 8'  |
| Vox Angelica                          | 8'  |
| Spitzflöte                            | 4'  |
| Glockenton 3-4 fach                   |     |
| Vox Humana                            | 8'  |
| Echo Trompete                         | 8'  |
| Tremulant                             |     |

| Pedaal (C-f1)            |                |
| Grand Bourdon            | 32'            |
| Prinzipalbass            | 16'            |
| Subbass                  | 16'            |
| Harmonikabass            | 16'            |
| Contrabass               | 16' (transm I) |
| Flötenbass               | 16'            |
| Octavebass               | 8'             |
| Flötenbass               | 8' (transm I)  |
| Choralbass               | 4'             |
| Quintbass                | 10 2/3'        |
| Mixtur 5 fach (transm I) |                |
| Bombardon                | 32'            |
| Posaune                  | 16'            |
| Tuba                     | 8'             |
| Schwellwerkpedal         |                |
| Gedecktbass              | 16' (III)      |
| Echobass                 | 16' (IV)       |
| Bourdon doux             | 8' (IV)        |
| Bassflöte                | 8' (III)       |
| Violoncello              | 8' (II)        |
| Bassonbass               | 16' (II)       |
| Clairon harmonique       | 4' (II)        |

Speelhulpen o.a.:
- een groot aantal koppelingen suboctaafkoppelingen, superoctaafkoppelingen en baskoppelingen
- Automatisch pianopedaal
- Tongwerken uit, Mixturen uit
- Generaalcrescendo (Registerwals)
- 4 vrije combinaties

## Flentrop-orgel

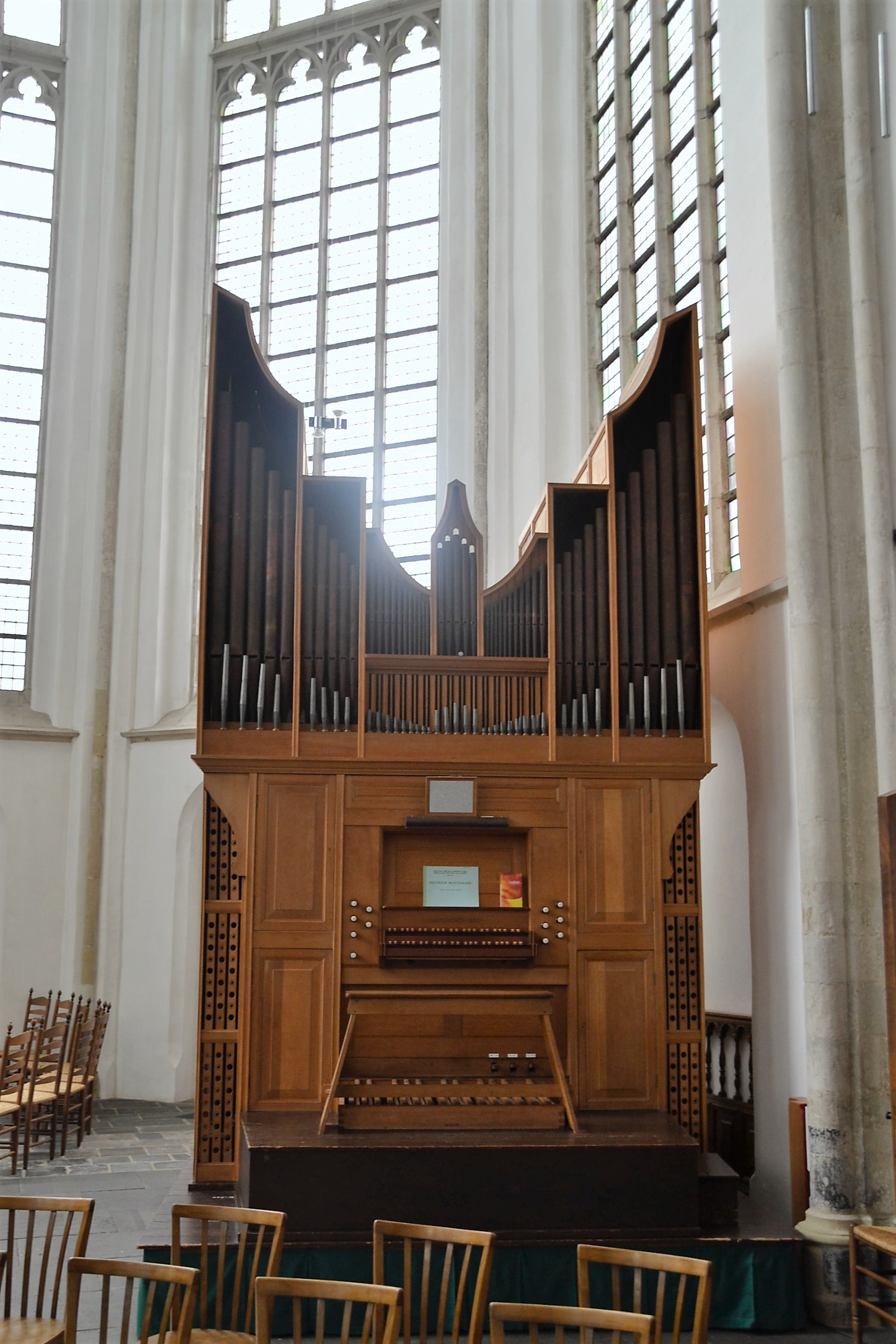
Het Flentrop-orgel

Dit orgel werd in 1953 gebouwd door Joh. Legêne uit Lochem voor de noodkerk in Doesburg, die was ingericht in het koor van de in 1945 door de Duitse bezetter verwoeste Martinikerk. Het werd gebouwd met de gedachte het snel weer te kunnen verkopen als koororgel, of als rugpositief voor een groter orgel. Het is echter nooit meer verdwenen uit de kerk en staat nog steeds opgesteld in het koor. In 2001 werd het nogal scherp klinkende orgel opnieuw geïntoneerd door orgelbouwer Flentrop, waardoor het wat milder van klank werd.
Dispositie:
| Hoofdwerk (C-f3) |        |
| Prestant         | 8'     |
| Roerfluit        | 8'     |
| Octaaf           | 4'     |
| Vlakfluit        | 2'     |
| Mixtuur 4-6 st.  | 1 1/3' |
| Musette          | 8'     |

| Nevenwerk (C-f3) |        |
| Holpijp          | 8'     |
| Roerfluit        | 4'     |
| Prestant         | 2'     |
| Nasard           | 1 1/3' |
| Scherp 2-3 st.   | 1/2'   |

| Pedaal (C-d1) |     |
| Bourdon       | 16' |

Speelhulpen:
- 3 koppels

## Freytag-kabinetorgel

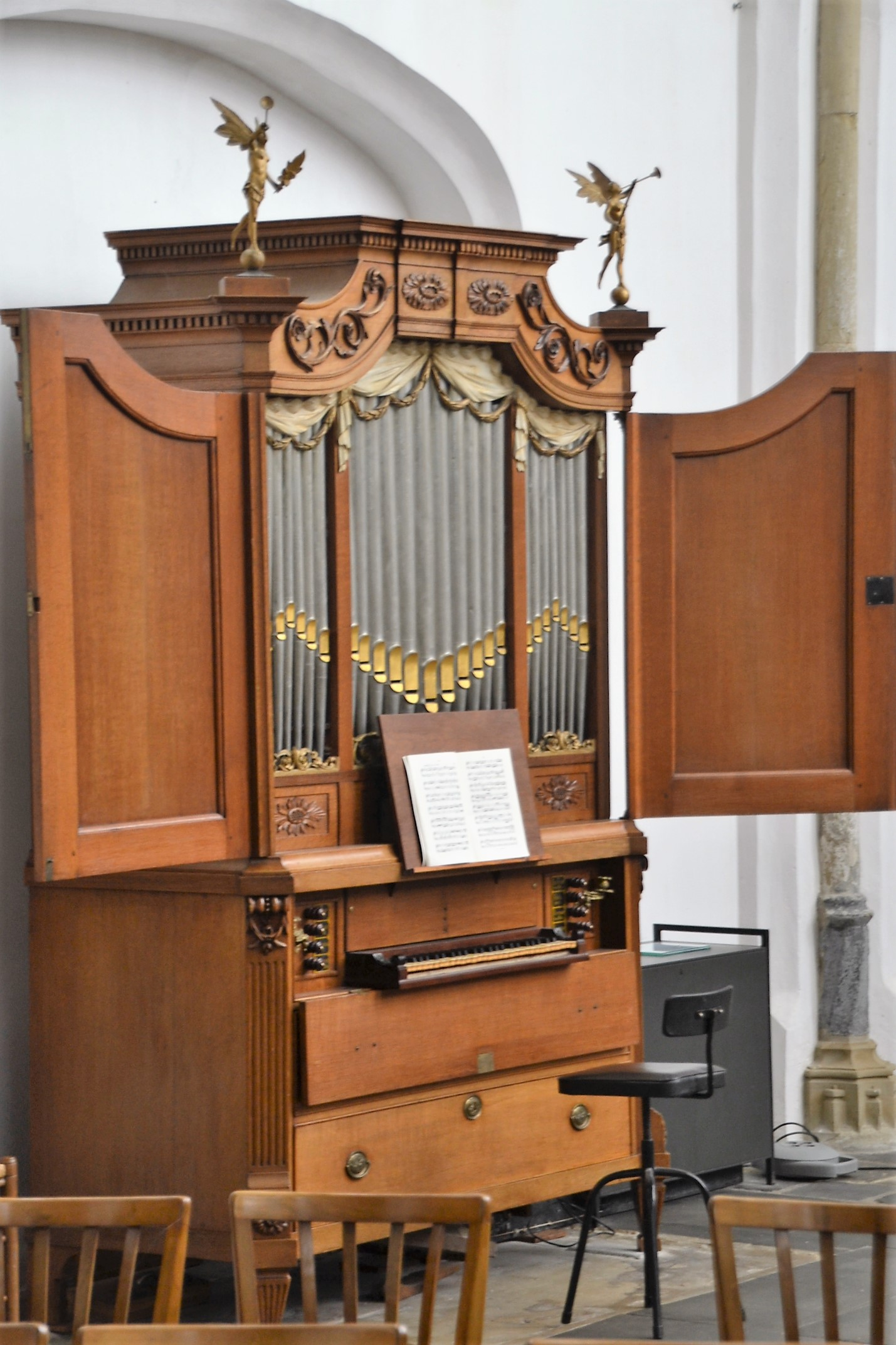
Het Freytag-orgel

Dit orgel werd in 1958 ontdekt in een boerderij in Middelstum. Na aangekocht te zijn door J.W. Vermeulen, werd het geplaatst in de Oude Kerk van Soest. In 1961 werd het gerestaureerd door de Firma J. de Koff en kreeg het een windmotor in een bijpassende kast. Hiernaa kreeg het een plaats in het huis van de eigenaar in Baarn. Na onderzoek werd duidelijk dat het orgel tussen 1800 en 1805 moest zijn vervaardigd door Heinrich Hermann Freytag. De familie Vermeulen vertrok uit Nederland en later werd het orgel door orgelbouwer Van Vulpen geplaatst in een zaal van het kasteel Groeneveld in Baarn. Omdat het daar vrijwel niet werd bespeeld verhuisde het orgel uiteindelijk naar de Martinikerk van Doesburg, waar het op het koor werd geplaatst.
Dispositie:
| Manuaal (C-f3)    |
| Holpijp 8'        |
| Fluittravers 8' D |
| Praestant 4' B/D  |
| Fluit 4'          |
| Octaaf 2'         |
| Speelfluit 2'     |
| Tremulant         |